# Référent-supporters
Le référent-supporters, en football, est une personne nommée par les clubs professionnels de football français, chargée de la mise en œuvre d'un dialogue entre d’une part, l’ensemble des supporters individuels et des associations de supporters et, d’autre part le club et les pouvoirs publics locaux.

## Création
La loi du 10 mai 2016 (loi Larrivé) consacre la fonction de référent-supporters, qui se structure au sein des clubs professionnels avec le soutien de la Ligue de Football Professionnel.
Cette loi renforçant le dialogue avec les supporters et la lutte contre le hooliganisme instaure la mise en place obligatoire d’un référent supporter dans tous les clubs professionnels de sport en France.
La mission principale du référent-supporter est d'être présent dans les modalités d'organisation des déplacements de supporters. Il assure la médiation entre le club, les supporters, et les pouvoirs publics.
Dans les autres pays européens, l'encadrement de supporters est initié en 2010. L'UEFA développe dès 2010 le concept de SLO, supporter liaison officer. Le Parlement français a pris acte de l'implication de l'UEFA et a créé cette fonction cinq années plus tard.
La LFP a également intégré dans sa Licence Club 2018/2019 la fonction de référent-supporters qui sera valorisée comme d’autres fonctions au sein des clubs.

## Les référent-supporters dans les clubs français
Lyon et Nice nomment un référent-supporter en 2016.
Le référent-supporter du RC Strasbourg, ancien ultra, nommé avant l'obligation légale, permet en 2017 de rendre possible un déplacement de supporters pour le derby de l'Est alors que les autorités avaient initialement prévu d'interdire ce déplacement.
En raison du délai de deux ans écoulé depuis la promulgation de la loi, et la faible mise en conformité des clubs professionnels, la division nationale de lutte contre le hooliganisme presse à l'été 2018 les clubs français de nommer un référent-supporter,.
Le Paris Saint-Germain nomme en août 2018 un référent-supporters qui était policier auparavant. Le FC Sochaux-Montbéliard dénombre lui aussi un référent-supporters.
Durant la saison 2018-2019, la Ligue de Football Professionnel annonce que 18 clubs ont au moins un référent supporters, dont 6 clubs qui disposent d'un référent supporters à temps plein, que la moitié des référents supporters ont deux saisons ou plus d’ancienneté à ce poste, et enfin que la moitié des référents supporters viennent du monde des tribunes.